# Michelle Rzepecki
Michelle Rzepecki (nascida em 6 de novembro de 1986) é uma jogadora de goalball paralímpica australiana. Integrou a seleção australiana feminina de goalball que disputou os Jogos Paralímpicos de Verão de 2016, realizados no Rio de Janeiro, Brasil. Antes, Michelle havia competido nas Paralimpíadas de Londres 2012, com a equipe nacional da modalidade.